# ديك بلانشارد
ديك بلانشارد (بالإنجليزية: Dick Blanchard)‏ هو لاعب كرة قدم أمريكية أمريكي، ولد في 17 يناير 1949.

## وصلات خارجية
- ديك بلانشارد على موقع مرجع كرة القدم المحترفة.كوم (الإنجليزية)